# Rodenberger Aue
Rodenberger Aue er en 28 km lang biflod til Westaue i Niedersachsen, i Landkreisene Schaumburg Hameln-Pyrmont, i Deister-Sünteldalen.

## Flodens løb
Rodenberger Aue begýnder som Aue ved Kessiehausen, ovenfor Bakede ved Süntel, ca. 190 moh. Den afvander det østlige Süntel, det vestlige Deister og den nordøstlige del af Bückeberge, tilsammen et areal på von 170 km². Den modtager vand fra talrige Mittelgebirgebække, og er opstemmet i Rodenberg, Horsten og Rehren, ført under A 2 ved Lauenau, under B 65 Bad Nenndorf og ved Auhagen under Mittellandkanal.
Ved Sachsenhagen-Auhagen forener den sig med Sachsenhäger Aue til Westaue, der ved Wunstorf-Liethe munder ud i Leine.
Den sjældent mere end 2 meter brede Aue løber gennem Deister-Süntel-dalen fra syd mod nord, og følger dermed et forhistorisk forløb afWeser, der i dag drejer af før denne dal.
I tidligere tider var der enkelte møller ved floden, og i dag bruges floden til kanotræning.

## Større byer ved floden
- Eimbeckhausen
- Lauenau
- Rodenberg
- Bad Nenndorf

## Tilløb
- Flöttenbach (Deister)
- Eimbeckhäuser Dorfbach (Deister)
- Walterbach oder Waltershagener Bach (Deister)
- Hülseder Bach (Süntel)
- Meinser Bach (Süntel)
- Riesbach (Bückeberg)
- Pohler Bach (Süntel)
- Altenhäger Bach (Deister)
- Blumenhäger Bach (Deister)
- Schlierbach (Deister)
- Salzbach (Bückeberg)
- Ackersbeeke (Deister)
- Rodebach (Deister)
- Rieper Flahbach (Bückeberg)

52°24′22″N 9°19′22″Ø / 52.40611°N 9.32278°Ø